# Prunus tangutica
Espèce
Classification phylogénétique
Prunus tangutica (en Chinois: 西康扁桃 or 唐古特扁桃) est une espèce de plantes à fleurs de la famille des Rosaceae. 
C'est un pêcher sauvage originaire de Chine. 

## Description
C'est un arbre.